# 日俣綾子
日俣 綾子（ひまた あやこ、1977年4月13日 - ）は、日本のミュージシャン、ヴァイオリニスト。大阪府出身。AB型。

## 略歴
4歳よりヴァイオリンを始める。兵庫県立西宮高等学校音楽科、桐朋学園大学卒業。卒業後渡伊し、帰国。弦楽指導者協会会員。
愛称の「あやこっぺぱん」は歌手ELISAより命名された。
クラシックやポップス等ジャンルにとらわれず活動している。演技指導も行う。ストリングスアレンジも手がける。
ピアノの石原鼓緒太（石原茂樹）とユニット「Rough and ready Work」を結成するが現在ユニットは休止中。
金子飛鳥ストリングス、弦一徹ストリングス、後藤勇一郎ストリングスの一員として演奏する事もある。

## 師事した音楽家
- 東儀幸
- 西和田ゆう
- 原田幸一郎
- フェリックス・アーヨ
- 中西俊博
- 後藤勇一郎
- ベラ・カトーナ - マスタークラス
- 川崎雅夫 - マスタークラス
- ヒョー・カン - マスタークラス
- カート・サスマンズハウス - マスタークラス
- 竹澤恭子 - マスタークラス
- 和波孝禧 - マスタークラス

## 主な受賞歴
- 青山バロックザール子供の為のバイオリンコンクール金賞。
- 全日本学生音楽コンクール大阪大会中学校の部入選。

## ディスコグラフィー

### アルバム
ユニット「Rough and Ready Work」より2枚のアルバムをリリース。
- SINCERE
- DANCE!

### 主な仕事
CD
作品参加アーティスト
- 阿倍麻美 「Ring」「愛の水下さい」
- 井手綾香 「雲の向こう」：Vn、ストリングスアレンジ
- w-inds 「Long Road」
- 瓜生亜希葉 「違う夜」「Scherzo」
- ELISA 「Heaven’s Sky」「SCARLET WINGS」「愛・おぼえていますか」「慈しみのボレロ」
- Emyli 「Far, Far Away」
- 加藤いづみ 「青空」
- Cure Rubbish 「stay With…」「Thank you」「ヒカリ」「スノードーム」：Vn、ストリングスアレンジ（一部共作）「またね」「ある独りの夜の唄」「パラレル」
- KOKIA 「iしてる」「a girl」「time to say goodbye」
- 高鈴 「あの家へ帰ろう」
- 坂本真綾 「若葉」
- GTS 「THE SHADOW OF YOUR SMILE」
- THYME 「Hello」「愛する人」「晴天」「Humming Bird」「Wonderland」
- Tiara 「さよならをキミに…〜キミがいた夏〜」
- 玉置成実 「Distance」「Everlasting」「DreamerS」「あなた色の涙」
- 田村ゆかり 「星屑スパイラル」
- Twenty4-7 「Endless Road」
- 広瀬香美 「甘いお話 part3」
- 藤澤ノリマサ 「Sing A Song」「さよならがくれたもの」「真愛-Shin Ai-」「if〜白鳥の湖〜」「クリスマス・イブ」「心のままに・・・」
- miwa 「クレアデルネ」
- 優希美青 「鏡の中のわたし〜I am a princess〜」
- Ryohei 「You said…」

オープニング・エンディング等作品参加アニメ・ゲーム
- 神のみぞ知るセカイ 「A Whole New World God Only Knows」「A Brand New World God Only Knows」「アイノヨカン」
- 金色のコルダ
- Lamento

劇伴参加作品
- NHK大河ドラマ『江〜姫たちの戦国〜』
- NHK大河ドラマ『八重の桜』

ライブ参加アーティスト・イベント
- ELISA
- 高鈴
- スネオヘアー
- 谷村新司
- 中島みゆき
- Nitro+
- Ryohei
- NieR Music Concert & Talk Live《滅ビノシロ 再生ノクロ》

演技指導ドラマ
- オレンジデイズ[2]